# Tritophia plagiata
Tritophia plagiata är en fjärilsart som beskrevs av Walker 1865. Tritophia plagiata ingår i släktet Tritophia och familjen tandspinnare. Inga underarter finns listade i Catalogue of Life.